# Gryonoides uruguayensis
Gryonoides uruguayensis (лат.) — вид наездников-сцелионид рода Gryonoides из подсемейства Teleasinae. Южная Америка.

## Распространение
Неотропика: Уругвай (Южная Америка).

## Описание
Мелкие перепончатокрылые насекомые: длина тела 2—3 мм. Gryonoides uruguayensis разделяет щетинистую дорсальную метаплевральную область с G. garciai и отличается от этого вида тем, что медиальная часть латеральной проподеальной области голая (щетинистая у G. garciai). Помимо щетинковидной дорсальной метаплевральной области, Gryonoides uruguayensis отличается от всех других представителей группы Gryonoides pulchellus ячеисто-морщинистой латеральной проподеальной областью и окраской антенны самки (скапус в дистальных 2/3, педицель, A3–A6 темно-коричневый; булава жёлтая). Имеют два мезоскутеллярных шипика, удлиненный наличник. Предположительно, как и близкие группы, паразитоиды яиц жужелиц. Вид был впервые описан в 2021 году канадским гименоптерологом Любомиром Маснером и американским энтомологом István Mikó.